# Lingua mende
La lingua mende (Mɛnde yia) è una lingua mande parlata in Sierra Leone e Liberia.

## Distribuzione geografica
Il mendo è una delle lingue principali (assieme al temne) dello stato africano della Sierra Leone. È parlato prevalentemente nella parte meridionale del paese, soprattutto dall'etnia Mende, e in misura minore in alcune zone della Liberia. Conta complessivamente 1.499.700 parlanti

## Grammatica
Il mende è una lingua tonale, appartenente alla famiglia delle lingue mande.

## Sistema di scrittura
Nel 1921 Kisimi Kamara, un semplice sarto di un villaggio della Sierra Leone, mise a punto un sillabario mende, detto kikakui, che ebbe inizialmente una discreta diffusione. Tuttavia il mende viene oggi prevalentemente scritto in caratteri latini.
Dialoghi in mende sono estesamente presenti in due celebri film, Amistad e Blood Diamond.